# Richard von Drasche-Wartinberg
Richard Freiherr Drasche von Wartinberg, né le 18 mars 1850 à Vienne et mort en juillet 1923 à Inzersdorf, est un industriel autrichien qui travaille également comme explorateur et peintre asiatique.

## Biographie
Richard Freiherr Drasche von Wartinberg naît le 18 mars 1850 à Vienne.
Il est le fils de l'industriel de la brique Heinrich von Drasche-Wartinberg, qui fait de Wienerberger l'une des principales entreprises du genre en Autriche pendant l'époque des fondateurs à Vienne. Richard von Drasche-Wartinberg reçoit une formation dans la géologie.

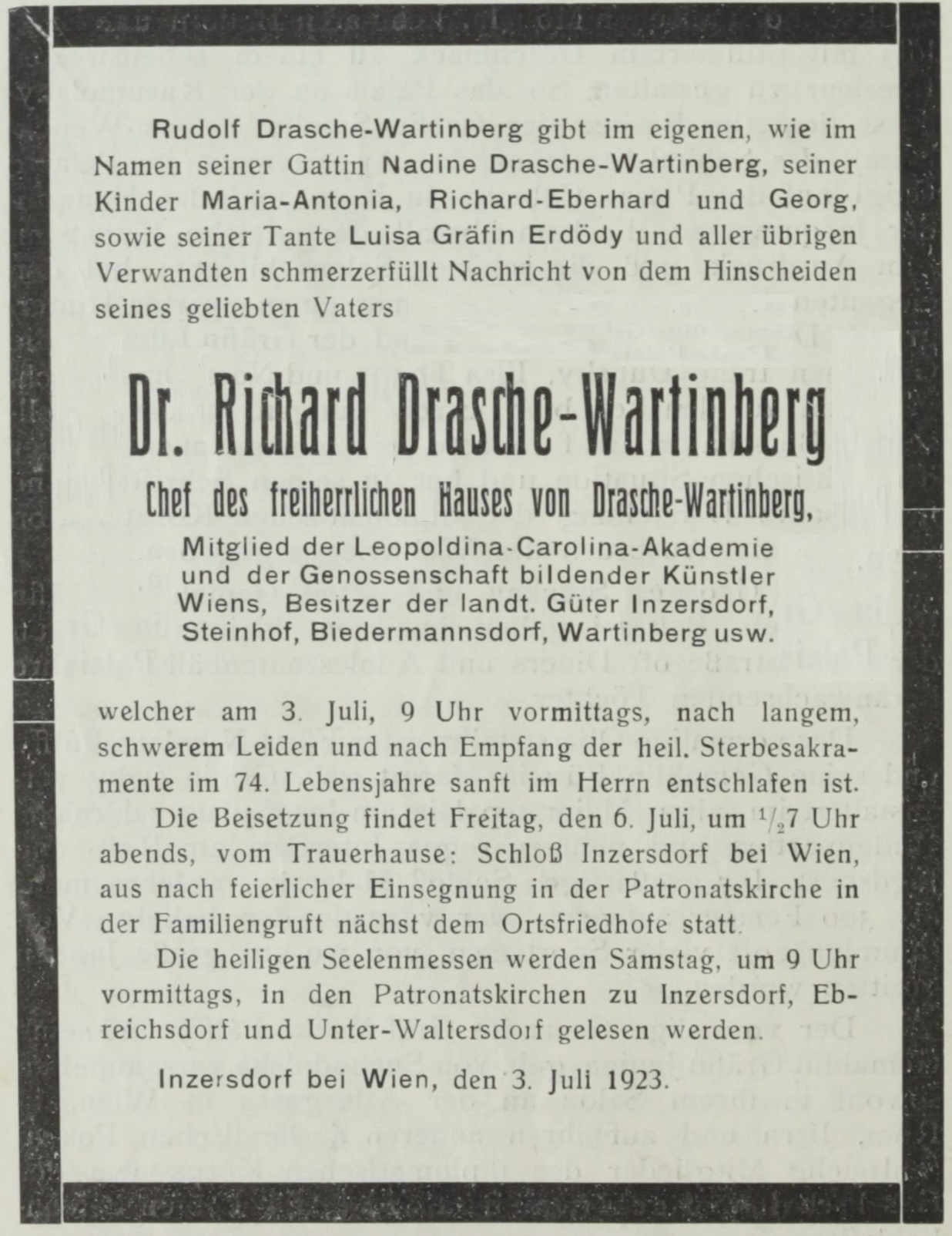
Avis nécrologique

En plus de son travail de directeur des usines de briques, il entreprend son premier voyage d'étude en 1873, qui le mène au Svalbard, dans le Grand Nord. Ce voyage est suivi en 1875-1876 d'un autre voyage d'étude prolongé dans l'océan Indien et en Asie de l'Est, où il étudie les volcans des îles de la Réunion, de Maurice et de Luzon, alors largement inconnus. Il fait don de 754 échantillons de roche bien documentés provenant de ce voyage au Musée d'histoire naturelle de Vienne, où ils sont conservés dans la collection pétrographique. Une autre expédition géologique le conduit au Japon. En 1878, il est élu membre de la l'Académie Léopoldine.
Le 18 juin 1881, il achète le manoir de Pardubice en Bohême avec Kunburg pour 2 080 000 florins, provenant de la succession de son père. En 1882, il fait construire le pavillon de chasse de Ráby sur la colline de Kunietitz. En 1892, il fait construire un mausolée familial dans le cimetière d'Inzersdorf, qui existe encore aujourd'hui. Richard von Drasche-Wartinberg est un partisan de la Société du Musée de Pardubice, à laquelle il loue le château de Kunburg en 1917 et la transfère en 1920. Après la fondation de la Tchécoslovaquie, il perd tous les biens immobiliers de Bohème en vertu de la loi n° 215/1919 Sb sur la confiscation des grands domaines.
En 1884, il est élevé au rang de baron autrichien par l'empereur François-Joseph Ier et reçoit une augmentation de ses armoiries. Ses descendants vivent sur le domaine d'Ebreichsdorf près de Vienne.

### Famille
Richard von Drasche-Wartinberg épouse Maria Antonie Groner (* 6 décembre 1849 ; † 13 février 1892), une fille de l'architecte de la cour Anton Groner et d'Auguste Duvivier, le 6 décembre 1876. Le couple a un fils : Rudolf Richard (* 9 novembre 1879), seigneur d'Ebreichsdorf ⚭ 1910 Joséphine Catherine Cécile Marie Nadine Hecquet d'Orval (* 7 septembre 1878).

### Mort
Richard von Drasche-Wartinberg meurt le 4 juillet 1923 à Inzersdorf ou le 14 juillet 1923.

## Travail artistique

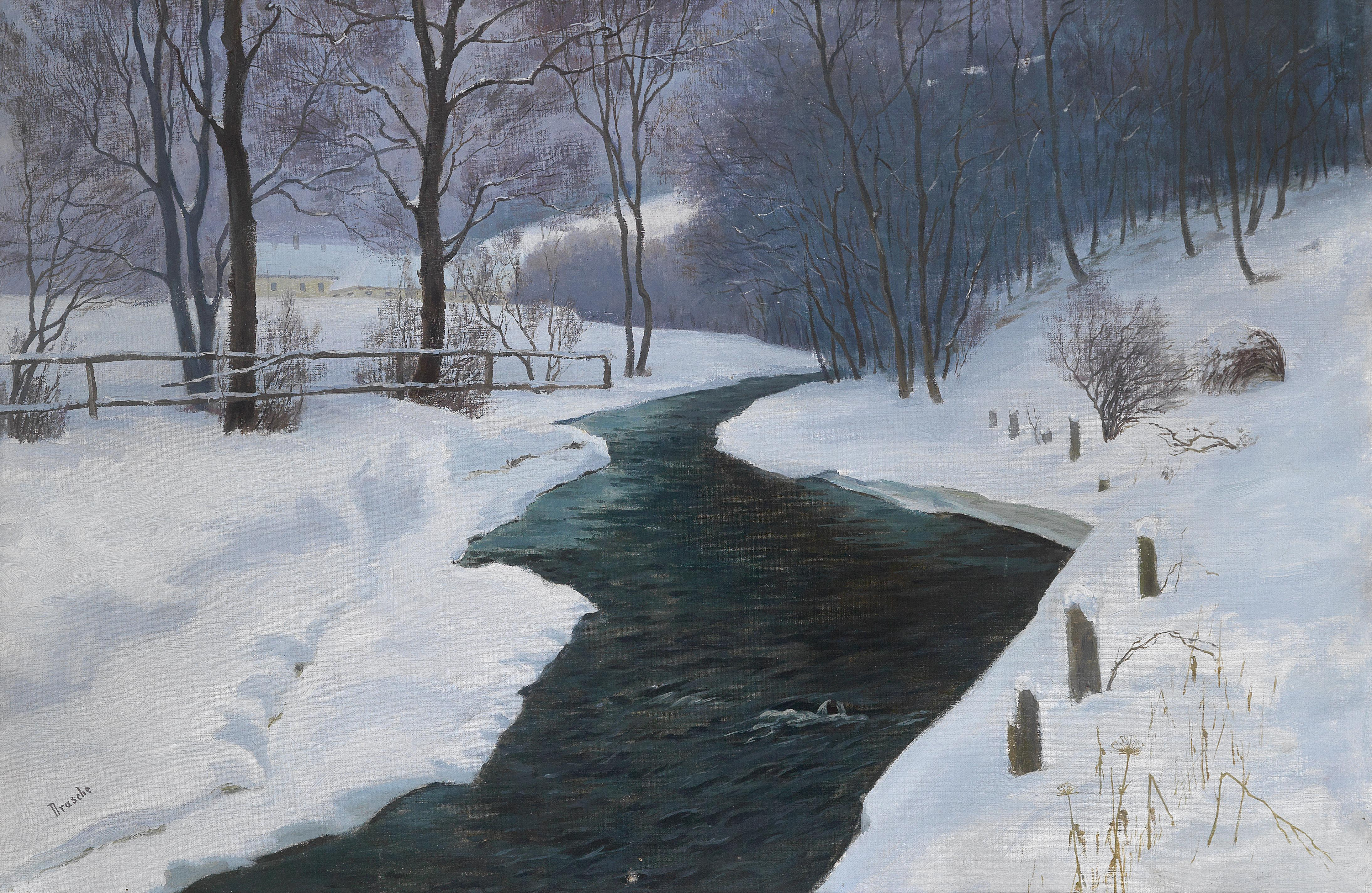
Peinture à l'huile en hiver profond

Richard von Drasche-Wartinberg ne se tourne vers la peinture qu'à un âge relativement avancé. Avant 1900, il reçoit des leçons privées d'Eduard Ameseder. En 1902, il expose en tant qu'invité au Hagenbund, et de 1903 à 1905, il en est membre. Il fait également partie de l'association d'artistes Künstlerhaus Wien, à partir de 1905 en tant que membre à part entière et à partir de 1914 en tant que membre honoraire, et présente régulièrement   ses œuvres lors de ses expositions. Il préfère peindre des paysages des Préalpes autrichiennes (souvent des motifs hivernaux), plus rarement des portraits. Il travaille à l'aquarelle, à l'huile et à la tempera, et plus tard aussi au pastel. À l'automne 1923, une exposition commémorative est organisée en son honneur au Künstlerhaus de Vienne.

### Œuvres
- Niederösterreichische Landschaft, 1902[1].
- Abendstimmung, 1903[1].
- Altes Kastell am Karst, 1903[1].
- Am Wattenmeer, 1903[1].
- Frühling, 1903[1].
- Blühende Weide, 1904[1].
- Verschneites Flußufer, 1908
- Winterabend, 1908
- Tauwetter, 1911
- An der Mürz, 1912[1].
- Herbstweid[1].
- Winter, Gouache, 1912
- Frühling, 1913[1].
- Weiden am Bach, 1913
- Winterlandschaft, 1913
- Alte Hütten im Schnee, Pastell, 1914
- Altes Haus in Kärnten, Gouache, 1914
- Parklandschaft im Winter, 1916
- Junge Frau mit schwarzem Kopfputz
- Damenbildnis mit roter Kappe

## Publications
- Reise nach Spitzbergen im Sommer 1873 mit dem Schooner "Polarstjernen". Selbstverlag, Wien 1874 lire en ligne
- Die Insel Réunion (Bourbon) im Indischen Ocean. Eine geologisch-petrographische Studie mit einem Anhange über die Insel Mauritius. Hölder, Wien 1878 Digitalisat
- Fragmente zu einer Geologie der Insel Luzon (Philippinen). Mit einem Anh. über die Foraminiferen der tertiäeren Thone von Luzon von Felix Karrer. Karl Gerold’s Sohn, Wien 1878 Digitalisat
- Die Synascidien der Bucht von Rovigno. Wien 1883[5]
- Beiträge zur Entwickelung der Polychaeten. Gerold & Sohn, Wien 1884–1885 doi:10.5962/bhl.title.46842